# Litygajno
Litygajno (dawniej niem. Litigaino See) – jezioro położone w województwie warmińsko-mazurskim, w powiecie oleckim, w gminie Świętajno, na zachód od Jeziora Łaźno.
Jezioro Litygajno jest stosunkowo mocno zarośnięte o piaszczysto-mulistym dnie. Jest ono trudno dostępne ze względu na występowanie podmokłych łąk i bagiennego terenu. Brzegi zarośnięte i podmokłe, wysokie. Długość jeziora na prawie 5 km i mała szerokość przemawia za rynnowym charakterem zbiornika. Położenie zwierciadła wody znajduje się na wysokości 133,1 m n.p.m. Maksymalna szerokość jeziora wynosi 640 metrów. Jezioro położone jest w sąsiedztwie Puszczy Boreckiej.
W jeziorze znajdują się takie ryby jak: lin, szczupak, sieja, węgorz, leszcz, płoć, sandacz, krasnopióra, krąp, okoń.
W zbiorniku tym występują rzadkie gatunki takie jak rdestnica nitkowata, rdestnica wydłużona, wolfia bezkorzeniowa.
Występują też tutaj takie gatunki zwierząt jak : bóbr, wydra.

## Dopływy
- Na północy istnieje dopływ z Jeziora Łaźno.
- Południowy kraniec jeziora to odpływ do Jeziora Leśmiady, który stanowi rzeka Połom, będąca początkowym odcinkiem rzeki Ełk.

W północnej części zbiornika jedna wyspa – Ostrów (0,3 ha). Jezioro jest atrakcyjnym miejscem krajobrazowym na szlaku kajakowym rzeki Ełk.